# Хиндерейкер, Эрик
Эрик Хиндерейкер (Хиндерэкер) (англ. Eric A. Hinderaker; род. 1959) — американский историк, занимающийся ранней Англо-Америкой. Доктор философии (1991), заслуженный профессор университета Юты. Отмечен Dixon Ryan Fox Prize (2009). Член Американского антикварного общества (2021).

## Биография
Окончил южно-дакотский Augustana College (бакалавр magna cum laude по истории и философии, 1981), магистр истории Колорадского университета (1985). Степень доктора философии по истории получил в Гарварде. С того же 1991 года в университете Юты: ассистент-, с 1998 ассоциированный, с 2006 профессор, с 2018 заслуженный профессор; в 2002—2008 гг. завкафедрой истории и в 2016—2018 и. о. Область научных интересов: ранний современный империализм, отношения между европейцами и коренными американцами, сравнительное исследование колонизации.
Автор нескольких учебников по американской истории.
Автор книг: Elusive Empires: Constructing Colonialism in the Ohio Valley, 1673—1800 (Cambridge: Cambridge University Press, 1997) {Рец.}; Colonial American History (2002); The Two Hendricks: Unraveling a Mohawk Mystery (Harvard University Press, 2011) {Рец.} — удостоилась Dixon Ryan Fox Prize и Herbert H. Lehman Prize; Boston’s Massacre (Cambridge, MA: Harvard University Press, 2017) {Рец.: , , }. Последняя книга удостоилась Cox Book Prize (2018), финалист George Washington Book Prize (2018). Ожидает публикации его War in North America (Oxford University Press, 2022).
Также соавтор At the Edge of Empire (Baltimore: Johns Hopkins University Press, 2003; с Peter C. Mancall) {Рец.: , , } и European Emigration to the Americas: 1492 to Independence (Washington, DC: American Historical Association, 2020) {Рец. John J. Bukowczyk}.